# Férfi jégkorongtorna az 1998. évi téli olimpiai játékokon
Az 1998. évi téli olimpiai játékokon a férfi jégkorongtornát február 7. és 22. között rendezték. A tornán 14 nemzet csapata vett részt.

## Lebonyolítás
A 14 részt vevő csapatból nyolc a selejtezőből indult, hat pedig közvetlenül a csoportkörbe került. A selejtezőben a 8 csapat két, 4 csapatos csoportot alkotott, ahol körmérkőzések döntötték el a csoportok végeredményét. Innen az első helyezettek jutottak be a csoportkörbe.
A csoportkörbe a hat csapat mellé csatlakozott a két, selejtezőből bejutott csapat. Itt is a 8 csapat két, 4 csapatos csoportot alkotott, ahol körmérkőzések döntötték el a csoportok végeredményét. A csoportkörből mindegyik csapat továbbjutott a negyeddöntőbe, a csoportkör csak a helyezésekről döntött. A negyeddöntőtől kezdve egyenes kieséses rendszerben folytatódott a torna.

## Selejtezők

### A csoport
| Hely. | Csapat      | M | Gy | D | V | G+ | G– | Gk | P | Továbbjutás |
| ----- | ----------- | - | -- | - | - | -- | -- | -- | - | ----------- |
| 1.    | Kazahsztán  | 3 | 2  | 1 | 0 | 14 | 11 | +3 | 5 | Csoportkör  |
| 2.    | Szlovákia   | 3 | 1  | 1 | 1 | 9  | 9  | 0  | 3 |             |
| 3.    | Olaszország | 3 | 1  | 0 | 2 | 11 | 11 | 0  | 2 |             |
| 4.    | Ausztria    | 3 | 0  | 2 | 1 | 9  | 12 | −3 | 2 |             |

| 1998. február 7. 16:00 | Olaszország (ITA) | 3–5 (3–1, 0–1, 0–3) | Kazahsztán (KAZ) | The Big Hat, Nagano Nézőszám: 8634 |

| | Mike Rosati | Kapusok                                         | Vitalij Jeremejev Alekszandr Simin | Játékvezető: Gerhard Müller Vonalbírók: Janne Rautavuori Ulf Rönnmark |
| \| \| 0–1 \| 12:11 − Tregubov (Zavjalov, Pcseljakov) (PP) \| \| Zarrillo (Orlando)− 13:04 \| 1–1 \| \| \| Felicetti (Figliuzzi) − 14:22 \| 2–1 \| \| \| Zarrillo (Nardella, Orlando) (PP) − 19:55 \| 3–1 \| \| \| \| 3–2 \| 25:49 − Borodulin (Glovackij) \| \| \| 3–3 \| 41:42 − Dudarjev (Szavenkov) \| \| \| 3–4 \| 47:44 − Borodulin (A. Koreskov, Zemljanoj) (PP) \| \| \| 3–5 \| 56:01 − Kamencev (Dudarjev) (SH) \| |             |                                                 |                                    | Játékvezető: Gerhard Müller Vonalbírók: Janne Rautavuori Ulf Rönnmark |
| 12 perc | Büntetések  | 10 perc                                         |                                    | Játékvezető: Gerhard Müller Vonalbírók: Janne Rautavuori Ulf Rönnmark |
| 18 | Lövések     | 21                                              |                                    | Játékvezető: Gerhard Müller Vonalbírók: Janne Rautavuori Ulf Rönnmark |
| | 0–1         | 12:11 − Tregubov (Zavjalov, Pcseljakov) (PP)    |                                    | Játékvezető: Gerhard Müller Vonalbírók: Janne Rautavuori Ulf Rönnmark |
| Zarrillo (Orlando)− 13:04 | 1–1         |                                                 |                                    | Játékvezető: Gerhard Müller Vonalbírók: Janne Rautavuori Ulf Rönnmark |
| Felicetti (Figliuzzi) − 14:22 | 2–1         |                                                 |                                    | Játékvezető: Gerhard Müller Vonalbírók: Janne Rautavuori Ulf Rönnmark |
| Zarrillo (Nardella, Orlando) (PP) − 19:55 | 3–1         |                                                 |                                    |                                                                       |
| | 3–2         | 25:49 − Borodulin (Glovackij)                   |                                    |                                                                       |
| | 3–3         | 41:42 − Dudarjev (Szavenkov)                    |                                    |                                                                       |
| | 3–4         | 47:44 − Borodulin (A. Koreskov, Zemljanoj) (PP) |                                    |                                                                       |
| | 3–5         | 56:01 − Kamencev (Dudarjev) (SH)                |                                    |                                                                       |

| 1998. február 7. 16:00 | Ausztria (AUT) | 2–2 (1–0, 1–2, 0–0) | Szlovákia (SVK) | Aqua Wing Arena, Nagano Nézőszám: 4315 |

| | Claus Dalpiaz | Kapusok                                    | Igor Murín | Játékvezető: Pekka Haajanen Vonalbírók: Alexander Poliakov Thomas Schurr |
| \| Lavoie (Ulrich) (PP) − 07:16 \| 1–0 \| \| \| Perthaler (Schaden) − 23:30 \| 2–0 \| \| \| \| 2–1 \| 26:35 − Cíger \| \| \| 2–2 \| 33:52 − Petrovický (Kontšek, Sekeráš) (PP) \| |               |                                            |            | Játékvezető: Pekka Haajanen Vonalbírók: Alexander Poliakov Thomas Schurr |
| 12 perc | Büntetések    | 22 perc                                    |            | Játékvezető: Pekka Haajanen Vonalbírók: Alexander Poliakov Thomas Schurr |
| 12 | Lövések       | 38                                         |            | Játékvezető: Pekka Haajanen Vonalbírók: Alexander Poliakov Thomas Schurr |
| Lavoie (Ulrich) (PP) − 07:16 | 1–0           |                                            |            | Játékvezető: Pekka Haajanen Vonalbírók: Alexander Poliakov Thomas Schurr |
| Perthaler (Schaden) − 23:30 | 2–0           |                                            |            | Játékvezető: Pekka Haajanen Vonalbírók: Alexander Poliakov Thomas Schurr |
| | 2–1           | 26:35 − Cíger                              |            | Játékvezető: Pekka Haajanen Vonalbírók: Alexander Poliakov Thomas Schurr |
| | 2–2           | 33:52 − Petrovický (Kontšek, Sekeráš) (PP) |            |                                                                          |

| 1998. február 8. 14:00 | Ausztria (AUT) | 5–5 (2–2, 2–1, 1–2) | Kazahsztán (KAZ) | The Big Hat, Nagano Nézőszám: 9410 |

| | Claus Dalpiaz | Kapusok                                           | Alekszandr Simin Vitalij Jeremejev | Játékvezető: Leonid Vaisfeld Vonalbírók: Kenneth Sartison Timothy Kotyra |
| \| Puschnik (Nasheim) − 00:33 \| 1–0 \| \| \| \| 1–1 \| 07:12 − Pcseljakov (Zavjalov) (SH) \| \| \| 1–2 \| 13:09 − Safranov \| \| Lavoie − 15:37 \| 2–2 \| \| \| Pusnik (Searle) (PP) − 31:16 \| 3–2 \| \| \| Lavoie (Perthaler) − 34:20 \| 4–2 \| \| \| \| 4–3 \| 39:46 − J. Koreskov (Zemljanoj, A. Koreskov) (PP) \| \| \| 4–4 \| 53:30 − Szokolov (Safranov, A. Koreskov) \| \| \| 4–5 \| 58:08 − A. Koreskov (Safranov) \| \| Pusnik (Lavoie) (PP) − 58:51 \| 5–5 \| \| |               |                                                   |                                    | Játékvezető: Leonid Vaisfeld Vonalbírók: Kenneth Sartison Timothy Kotyra |
| 20 perc | Büntetések    | 38 perc                                           |                                    | Játékvezető: Leonid Vaisfeld Vonalbírók: Kenneth Sartison Timothy Kotyra |
| 25 | Lövések       | 23                                                |                                    | Játékvezető: Leonid Vaisfeld Vonalbírók: Kenneth Sartison Timothy Kotyra |
| Puschnik (Nasheim) − 00:33 | 1–0           |                                                   |                                    | Játékvezető: Leonid Vaisfeld Vonalbírók: Kenneth Sartison Timothy Kotyra |
| | 1–1           | 07:12 − Pcseljakov (Zavjalov) (SH)                |                                    | Játékvezető: Leonid Vaisfeld Vonalbírók: Kenneth Sartison Timothy Kotyra |
| | 1–2           | 13:09 − Safranov                                  |                                    | Játékvezető: Leonid Vaisfeld Vonalbírók: Kenneth Sartison Timothy Kotyra |
| Lavoie − 15:37 | 2–2           |                                                   |                                    |                                                                          |
| Pusnik (Searle) (PP) − 31:16 | 3–2           |                                                   |                                    |                                                                          |
| Lavoie (Perthaler) − 34:20 | 4–2           |                                                   |                                    |                                                                          |
| | 4–3           | 39:46 − J. Koreskov (Zemljanoj, A. Koreskov) (PP) |                                    |                                                                          |
| | 4–4           | 53:30 − Szokolov (Safranov, A. Koreskov)          |                                    |                                                                          |
| | 4–5           | 58:08 − A. Koreskov (Safranov)                    |                                    |                                                                          |
| Pusnik (Lavoie) (PP) − 58:51 | 5–5           |                                                   |                                    |                                                                          |

| 1998. február 8. 18:00 | Szlovákia (SVK) | 4–3 (1–2, 3–1, 0–0) | Olaszország (ITA) | The Big Hat, Nagano Nézőszám: 8620 |

| | Igor Murín | Kapusok                               | Mario Brunetta | Játékvezető: Bengt Andersson Vonalbírók: Thomas Schurr Hirokazu Takahashi |
| \| Plavucha (Sekeráš) − 06:41 \| 1–0 \| \| \| \| 1–1 \| 08:50 − Figliuzzi (Insam) (PP) \| \| \| 1–2 \| 11:56 − Felicetti (Mansi, De Angelis) \| \| Plavucha (Daňo) − 21:23 \| 2–2 \| \| \| Petrovický − 22:00 \| 3–2 \| \| \| Plavucha (Sekeráš, Cíger) − 23:36 \| 4–2 \| \| \| \| 4–3 \| 39:13 − Chitaroni (Ramoser) \| |            |                                       |                | Játékvezető: Bengt Andersson Vonalbírók: Thomas Schurr Hirokazu Takahashi |
| 12 perc | Büntetések | 20 perc                               |                | Játékvezető: Bengt Andersson Vonalbírók: Thomas Schurr Hirokazu Takahashi |
| 22 | Lövések    | 28                                    |                | Játékvezető: Bengt Andersson Vonalbírók: Thomas Schurr Hirokazu Takahashi |
| Plavucha (Sekeráš) − 06:41 | 1–0        |                                       |                | Játékvezető: Bengt Andersson Vonalbírók: Thomas Schurr Hirokazu Takahashi |
| | 1–1        | 08:50 − Figliuzzi (Insam) (PP)        |                | Játékvezető: Bengt Andersson Vonalbírók: Thomas Schurr Hirokazu Takahashi |
| | 1–2        | 11:56 − Felicetti (Mansi, De Angelis) |                | Játékvezető: Bengt Andersson Vonalbírók: Thomas Schurr Hirokazu Takahashi |
| Plavucha (Daňo) − 21:23 | 2–2        |                                       |                |                                                                           |
| Petrovický − 22:00 | 3–2        |                                       |                |                                                                           |
| Plavucha (Sekeráš, Cíger) − 23:36 | 4–2        |                                       |                |                                                                           |
| | 4–3        | 39:13 − Chitaroni (Ramoser)           |                |                                                                           |

| 1998. február 10. 14:00 | Szlovákia (SVK) | 3–4 (1–1, 1–0, 1–3) | Kazahsztán (KAZ) | Aqua Wing Arena, Nagano Nézőszám: 3659 |

| | Igor Murín | Kapusok                                     | Vitalij Jeremejev | Játékvezető: Gerhard Müller Vonalbírók: Janne Rautavuori Ulf Rönnmark |
| \| Plavucha (Daňo) − 05:42 \| 1–0 \| \| \| \| 1–1 \| 09:07 − J. Koreskov (Szokolov) (PP) \| \| Jánoš (Petrovický) − 28:03 \| 2–1 \| \| \| \| 2–2 \| 42:55 − Borodulin (Zavjalov) \| \| \| 2–3 \| 47:04 − Safranov (A. Koreskov, J. Koreskov) \| \| Bondra (Švehla) (PP) − 52:16 \| 3–3 \| \| \| \| 3–4 \| 58:39 − A. Koreskov (Zemljanoj) \| |            |                                             |                   | Játékvezető: Gerhard Müller Vonalbírók: Janne Rautavuori Ulf Rönnmark |
| 8 perc | Büntetések | 8 perc                                      |                   | Játékvezető: Gerhard Müller Vonalbírók: Janne Rautavuori Ulf Rönnmark |
| 32 | Lövések    | 25                                          |                   | Játékvezető: Gerhard Müller Vonalbírók: Janne Rautavuori Ulf Rönnmark |
| Plavucha (Daňo) − 05:42 | 1–0        |                                             |                   | Játékvezető: Gerhard Müller Vonalbírók: Janne Rautavuori Ulf Rönnmark |
| | 1–1        | 09:07 − J. Koreskov (Szokolov) (PP)         |                   | Játékvezető: Gerhard Müller Vonalbírók: Janne Rautavuori Ulf Rönnmark |
| Jánoš (Petrovický) − 28:03 | 2–1        |                                             |                   | Játékvezető: Gerhard Müller Vonalbírók: Janne Rautavuori Ulf Rönnmark |
| | 2–2        | 42:55 − Borodulin (Zavjalov)                |                   |                                                                       |
| | 2–3        | 47:04 − Safranov (A. Koreskov, J. Koreskov) |                   |                                                                       |
| Bondra (Švehla) (PP) − 52:16 | 3–3        |                                             |                   |                                                                       |
| | 3–4        | 58:39 − A. Koreskov (Zemljanoj)             |                   |                                                                       |

| 1998. február 10. 18:00 | Olaszország (ITA) | 5–2 (2–0, 2–0, 1–2) | Ausztria (AUT) | The Big Hat, Nagano Nézőszám: 8473 |

| | Mike Rosati | Kapusok                   | Claus Dalpiaz | Játékvezető: Brad Meier Vonalbírók: Václav Český Rudolf Lauff |
| \| Figliuzzi (Biafore) − 05:18 \| 1–0 \| \| \| Figliuzzi − 12:41 \| 2–0 \| \| \| Chitaroni (De Angelis, Busillo) (PP) − 27:49 \| 3–0 \| \| \| Ramoser (Nardella) − 36:57 \| 4–0 \| \| \| \| 4–1 \| 43:41 − Ressmann (Pusnik) \| \| Zarrillo (Topatigh) − 50:39 \| 5–1 \| \| \| \| 5–2 \| 53:27 − Kromp (Searle) \| |             |                           |               | Játékvezető: Brad Meier Vonalbírók: Václav Český Rudolf Lauff |
| 20 perc | Büntetések  | 16 perc                   |               | Játékvezető: Brad Meier Vonalbírók: Václav Český Rudolf Lauff |
| 33 | Lövések     | 22                        |               | Játékvezető: Brad Meier Vonalbírók: Václav Český Rudolf Lauff |
| Figliuzzi (Biafore) − 05:18 | 1–0         |                           |               | Játékvezető: Brad Meier Vonalbírók: Václav Český Rudolf Lauff |
| Figliuzzi − 12:41 | 2–0         |                           |               | Játékvezető: Brad Meier Vonalbírók: Václav Český Rudolf Lauff |
| Chitaroni (De Angelis, Busillo) (PP) − 27:49 | 3–0         |                           |               | Játékvezető: Brad Meier Vonalbírók: Václav Český Rudolf Lauff |
| Ramoser (Nardella) − 36:57 | 4–0         |                           |               |                                                               |
| | 4–1         | 43:41 − Ressmann (Pusnik) |               |                                                               |
| Zarrillo (Topatigh) − 50:39 | 5–1         |                           |               |                                                               |
| | 5–2         | 53:27 − Kromp (Searle)    |               |                                                               |

### B csoport
| Hely. | Csapat           | M | Gy | D | V | G+ | G– | Gk  | P | Továbbjutás |
| ----- | ---------------- | - | -- | - | - | -- | -- | --- | - | ----------- |
| 1.    | Fehéroroszország | 3 | 2  | 1 | 0 | 14 | 4  | +10 | 5 | Csoportkör  |
| 2.    | Németország      | 3 | 2  | 0 | 1 | 7  | 9  | −2  | 4 |             |
| 3.    | Franciaország    | 3 | 1  | 0 | 2 | 5  | 8  | −3  | 2 |             |
| 4.    | Japán            | 3 | 0  | 1 | 2 | 5  | 10 | −5  | 1 |             |

| 1998. február 7. 20:00 | Németország (GER) | 3–1 (0–0, 1–0, 2–1) | Japán (JPN) | The Big Hat, Nagano Nézőszám: 9861 |

| | Josef Heiß | Kapusok                    | Ivaszaki Sinicsi | Játékvezető: Donald Adam Vonalbírók: Václav Český Rudolf Lauff |
| \| Hecht (Wieland) – 37:03 \| 1–0 \| \| \| \| 1–1 \| 43:50 – Szugiszava (Ótomo) \| \| Kunce (Wieland) – 51:24 \| 2–1 \| \| \| Benda (MacKay) – 55:05 \| 3–1 \| \| |            |                            |                  | Játékvezető: Donald Adam Vonalbírók: Václav Český Rudolf Lauff |
| 22 perc | Büntetések | 16 perc                    |                  | Játékvezető: Donald Adam Vonalbírók: Václav Český Rudolf Lauff |
| 33 | Lövések    | 21                         |                  | Játékvezető: Donald Adam Vonalbírók: Václav Český Rudolf Lauff |
| Hecht (Wieland) – 37:03 | 1–0        |                            |                  | Játékvezető: Donald Adam Vonalbírók: Václav Český Rudolf Lauff |
| | 1–1        | 43:50 – Szugiszava (Ótomo) |                  | Játékvezető: Donald Adam Vonalbírók: Václav Český Rudolf Lauff |
| Kunce (Wieland) – 51:24 | 2–1        |                            |                  | Játékvezető: Donald Adam Vonalbírók: Václav Český Rudolf Lauff |
| Benda (MacKay) – 55:05 | 3–1        |                            |                  |                                                                |

| 1998. február 7. 20:00 | Franciaország (FRA) | 0–4 (0–1, 0–1, 0–2) | Fehéroroszország (BLR) | Aqua Wing Arena, Nagano Nézőszám: 3419 |

| | Christobal Huet | Kapusok                                            | Andrej Mezin | Játékvezető: Brad Meier Vonalbírók: Kenneth Sartison Timothy Kotyra |
| \| \| 0–1 \| 15:06 – Karacsun (Ramanav) \| \| \| 0–2 \| 38:52 – Bekbulatav \| \| \| 0–3 \| 46:21 – Aljakszej Kaljuzsni (Karacsun, Antonyenka) \| \| \| 0–4 \| 53:10 – Szkabelka (Andrijevszki) (PP) \| |                 |                                                    |              | Játékvezető: Brad Meier Vonalbírók: Kenneth Sartison Timothy Kotyra |
| 26 perc | Büntetések      | 14 perc                                            |              | Játékvezető: Brad Meier Vonalbírók: Kenneth Sartison Timothy Kotyra |
| 18 | Lövések         | 36                                                 |              | Játékvezető: Brad Meier Vonalbírók: Kenneth Sartison Timothy Kotyra |
| | 0–1             | 15:06 – Karacsun (Ramanav)                         |              | Játékvezető: Brad Meier Vonalbírók: Kenneth Sartison Timothy Kotyra |
| | 0–2             | 38:52 – Bekbulatav                                 |              | Játékvezető: Brad Meier Vonalbírók: Kenneth Sartison Timothy Kotyra |
| | 0–3             | 46:21 – Aljakszej Kaljuzsni (Karacsun, Antonyenka) |              | Játékvezető: Brad Meier Vonalbírók: Kenneth Sartison Timothy Kotyra |
| | 0–4             | 53:10 – Szkabelka (Andrijevszki) (PP)              |              |                                                                     |

| 1998. február 9. 14:00 | Németország (GER) | 2–8 (0–2, 2–3, 0–3) | Fehéroroszország (BLR) | The Big Hat, Nagano Nézőszám: 8063 |

| | Klaus Merk | Kapusok                                       | Andrej Mezin Aljakszandr Sumidub | Játékvezető: Pekka Haajanen Vonalbírók: Ulf Gerhard Rönnmark Janne Rautavuori |
| \| \| 0–1 \| 8:23 – Antonyenka (Sztasz) \| \| \| 0–2 \| 14:51 – Szalej (Hmil) (PP) \| \| Hegen (Bergen, MacKay) (PP) – 23:39 \| 1–2 \| \| \| \| 1–3 \| 28:05 – Andrijevszki (Matuskin, Ramanav) (PP) \| \| \| 1–4 \| 28:37 – Kovaljov (Roscsin, Lozskin) \| \| Bergen (Brandl) (PP) – 38:39 \| 2–4 \| \| \| \| 2–5 \| 39:49 – Szkabelka (Bekbulatav) \| \| \| 2–6 \| 43:38 – Halcsenyuk (Aljakszejev) \| \| \| 2–7 \| 46:35 – Aljakszejev (Kovaljov) \| \| \| 2–8 \| 57:17 – Jarkovics (Halcsenyuk) (PP) \| |            |                                               |                                  | Játékvezető: Pekka Haajanen Vonalbírók: Ulf Gerhard Rönnmark Janne Rautavuori |
| 14 perc | Büntetések | 22 perc                                       |                                  | Játékvezető: Pekka Haajanen Vonalbírók: Ulf Gerhard Rönnmark Janne Rautavuori |
| 28 | Lövések    | 31                                            |                                  | Játékvezető: Pekka Haajanen Vonalbírók: Ulf Gerhard Rönnmark Janne Rautavuori |
| | 0–1        | 8:23 – Antonyenka (Sztasz)                    |                                  | Játékvezető: Pekka Haajanen Vonalbírók: Ulf Gerhard Rönnmark Janne Rautavuori |
| | 0–2        | 14:51 – Szalej (Hmil) (PP)                    |                                  | Játékvezető: Pekka Haajanen Vonalbírók: Ulf Gerhard Rönnmark Janne Rautavuori |
| Hegen (Bergen, MacKay) (PP) – 23:39 | 1–2        |                                               |                                  | Játékvezető: Pekka Haajanen Vonalbírók: Ulf Gerhard Rönnmark Janne Rautavuori |
| | 1–3        | 28:05 – Andrijevszki (Matuskin, Ramanav) (PP) |                                  |                                                                               |
| | 1–4        | 28:37 – Kovaljov (Roscsin, Lozskin)           |                                  |                                                                               |
| Bergen (Brandl) (PP) – 38:39 | 2–4        |                                               |                                  |                                                                               |
| | 2–5        | 39:49 – Szkabelka (Bekbulatav)                |                                  |                                                                               |
| | 2–6        | 43:38 – Halcsenyuk (Aljakszejev)              |                                  |                                                                               |
| | 2–7        | 46:35 – Aljakszejev (Kovaljov)                |                                  |                                                                               |
| | 2–8        | 57:17 – Jarkovics (Halcsenyuk) (PP)           |                                  |                                                                               |

| 1998. február 9. 18:00 | Japán (JPN) | 2–5 (2–1, 0–1, 0–3) | Franciaország (FRA) | The Big Hat, Nagano Nézőszám: 9930 |

| | Dusty Imoo | Kapusok                               | François Gravel | Játékvezető: Gerhard Müller Vonalbírók: Václav Český Rudolf Lauff |
| \| Fudzsita (Fudzsita, Kudó) – 7:36 \| 1–0 \| \| \| \| 1–1 \| 14:42 – Bozon (SH) \| \| Kuwabara (Szugiszava, Jahata) (PP) – 15:32 \| 2–1 \| \| \| \| 2–2 \| 23:51 – Barin (Mortas, Ouellet) \| \| \| 2–3 \| 57:05 – Pouget (Poudrier, Bozon) (PP) \| \| \| 2–4 \| 59:08 – Bozon (Poudrier) (SH, EN) \| \| \| 2–5 \| 59:37 – Poudrier (Lemoine) (SH, EN) \| |            |                                       |                 | Játékvezető: Gerhard Müller Vonalbírók: Václav Český Rudolf Lauff |
| 18 perc | Büntetések | 41 perc                               |                 | Játékvezető: Gerhard Müller Vonalbírók: Václav Český Rudolf Lauff |
| 21 | Lövések    | 25                                    |                 | Játékvezető: Gerhard Müller Vonalbírók: Václav Český Rudolf Lauff |
| Fudzsita (Fudzsita, Kudó) – 7:36 | 1–0        |                                       |                 | Játékvezető: Gerhard Müller Vonalbírók: Václav Český Rudolf Lauff |
| | 1–1        | 14:42 – Bozon (SH)                    |                 | Játékvezető: Gerhard Müller Vonalbírók: Václav Český Rudolf Lauff |
| Kuwabara (Szugiszava, Jahata) (PP) – 15:32 | 2–1        |                                       |                 | Játékvezető: Gerhard Müller Vonalbírók: Václav Český Rudolf Lauff |
| | 2–2        | 23:51 – Barin (Mortas, Ouellet)       |                 |                                                                   |
| | 2–3        | 57:05 – Pouget (Poudrier, Bozon) (PP) |                 |                                                                   |
| | 2–4        | 59:08 – Bozon (Poudrier) (SH, EN)     |                 |                                                                   |
| | 2–5        | 59:37 – Poudrier (Lemoine) (SH, EN)   |                 |                                                                   |

| 1998. február 10. 14:00 | Japán (JPN) | 2–2 (1–1, 1–1, 0–0) | Fehéroroszország (BLR) | The Big Hat, Nagano Nézőszám: 3659 |

| | Dusty Imoo | Kapusok                                   | Aljakszandr Sumidub | Játékvezető: Donald Adam Vonalbírók: Timothy Kotyra Kenneth Sartison |
| \| \| 0–1 \| 12:36 – Ramanav (Andrijevszki, Szkabelka) \| \| Kabayama (Fudzsita, Szakai) (PP) – 19:02 \| 1–1 \| \| \| \| 1–2 \| 30:32 – Bekbulatav (Matuskin) \| \| Kuwabara (Jahata, Szugiszava) (PP) – 34:23 \| 2–2 \| \| |            |                                           |                     | Játékvezető: Donald Adam Vonalbírók: Timothy Kotyra Kenneth Sartison |
| 16 perc | Büntetések | 12 perc                                   |                     | Játékvezető: Donald Adam Vonalbírók: Timothy Kotyra Kenneth Sartison |
| 19 | Lövések    | 44                                        |                     | Játékvezető: Donald Adam Vonalbírók: Timothy Kotyra Kenneth Sartison |
| | 0–1        | 12:36 – Ramanav (Andrijevszki, Szkabelka) |                     | Játékvezető: Donald Adam Vonalbírók: Timothy Kotyra Kenneth Sartison |
| Kabayama (Fudzsita, Szakai) (PP) – 19:02 | 1–1        |                                           |                     | Játékvezető: Donald Adam Vonalbírók: Timothy Kotyra Kenneth Sartison |
| | 1–2        | 30:32 – Bekbulatav (Matuskin)             |                     | Játékvezető: Donald Adam Vonalbírók: Timothy Kotyra Kenneth Sartison |
| Kuwabara (Jahata, Szugiszava) (PP) – 34:23 | 2–2        |                                           |                     |                                                                      |

| 1998. február 10. 18:00 | Franciaország (FRA) | 0–2 (0–0, 0–1, 0–1) | Németország (GER) | Aqua Wing Arena, Nagano Nézőszám: 3916 |

|                                                                                                | François Gravel | Kapusok                              | Olaf Kolzig | Játékvezető: Bengt Andersson Vonalbírók: Aleksandr Polyakov Hirokazu Takahashi |
| \| \| 0–1 \| 27:46 – MacKay (Draisaitl, Lüdemann) \| \| \| 0–2 \| 58:06 – Draisaitl (Krupp) \| |                 |                                      |             | Játékvezető: Bengt Andersson Vonalbírók: Aleksandr Polyakov Hirokazu Takahashi |
| 12 perc                                                                                        | Büntetések      | 16 perc                              |             | Játékvezető: Bengt Andersson Vonalbírók: Aleksandr Polyakov Hirokazu Takahashi |
| 25                                                                                             | Lövések         | 31                                   |             | Játékvezető: Bengt Andersson Vonalbírók: Aleksandr Polyakov Hirokazu Takahashi |
|                                                                                                | 0–1             | 27:46 – MacKay (Draisaitl, Lüdemann) |             | Játékvezető: Bengt Andersson Vonalbírók: Aleksandr Polyakov Hirokazu Takahashi |
|                                                                                                | 0–2             | 58:06 – Draisaitl (Krupp)            |             | Játékvezető: Bengt Andersson Vonalbírók: Aleksandr Polyakov Hirokazu Takahashi |

## Helyosztók

### A 13. helyért
| 1998. február 12. 12:00 | Japán (JPN) | 4–3 (sz.) (1–2, 1–0, 1–1) (h.u.: 0–0) (sz.: 1–0) | Ausztria (AUT) | The Big Hat, Nagano Nézőszám: 9495 |

| | Dusty Imoo | Kapusok                                                  | Reinhard Divis | Játékvezető: Brad Meier Vonalbírók: Václav Český Rudolf Lauff |
| \| \| 0–1 \| 2:35 – Lavoie (Ulrich, Wheeldon) (PP) \| \| Jahata (Jamanaka) (PP) – 9:22 \| 1–1 \| \| \| \| 1–2 \| 18:17 – Ressmann (Pusnik, Kalt) \| \| Szugiszava (Jamanaka, Jahata) (PP) – 28:34 \| 2–2 \| \| \| \| 2–3 \| 43:04 – Lavoie (Ulrich) (PP) \| \| Ótomo – 46:35 \| 3–3 \| \| |            |                                                          |                | Játékvezető: Brad Meier Vonalbírók: Václav Český Rudolf Lauff |
| Szugiszava Jahata Tsujiura Fudzsita Szakai Szugiszava Kabayama Jahata | Szétlövés  | Kromp Kalt Nasheim Lavoie Wheeldon Kalt Nasheim Wheeldon |                | Játékvezető: Brad Meier Vonalbírók: Václav Český Rudolf Lauff |
| 18 perc | Büntetések | 36 perc                                                  |                | Játékvezető: Brad Meier Vonalbírók: Václav Český Rudolf Lauff |
| 40 | Lövések    | 30                                                       |                | Játékvezető: Brad Meier Vonalbírók: Václav Český Rudolf Lauff |
| | 0–1        | 2:35 – Lavoie (Ulrich, Wheeldon) (PP)                    |                | Játékvezető: Brad Meier Vonalbírók: Václav Český Rudolf Lauff |
| Jahata (Jamanaka) (PP) – 9:22 | 1–1        |                                                          |                | Játékvezető: Brad Meier Vonalbírók: Václav Český Rudolf Lauff |
| | 1–2        | 18:17 – Ressmann (Pusnik, Kalt)                          |                |                                                               |
| Szugiszava (Jamanaka, Jahata) (PP) – 28:34 | 2–2        |                                                          |                |                                                               |
| | 2–3        | 43:04 – Lavoie (Ulrich) (PP)                             |                |                                                               |
| Ótomo – 46:35 | 3–3        |                                                          |                |                                                               |

### A 11. helyért
| 1998. február 12. 16:00 | Franciaország (FRA) | 5–1 (1–0, 0–0, 4–1) | Olaszország (ITA) | The Big Hat, Nagano Nézőszám: 8854 |

| | Christobal Huet | Kapusok                                    | Mike Rosati | Játékvezető: Gerhard Müller Vonalbírók: Thomas Schurr Hirokazu Takahashi |
| \| Bozon (Dubois) – 9:39 \| 1–0 \| \| \| Bozon (Poudrier, Pouget) – 40:56 \| 2–0 \| \| \| Bozon (Pouget) – 47:31 \| 3–0 \| \| \| Briand (Bozon, Poudrier) – 50:03 (PP) \| 4–0 \| \| \| \| 4–1 \| 53:21 – Orlando (Topatigh, Bartolone) (PP) \| \| Poudrier – 56:43 (PP) \| 5–1 \| \| |                 |                                            |             | Játékvezető: Gerhard Müller Vonalbírók: Thomas Schurr Hirokazu Takahashi |
| 14 perc | Büntetések      | 18 perc                                    |             | Játékvezető: Gerhard Müller Vonalbírók: Thomas Schurr Hirokazu Takahashi |
| 22 | Lövések         | 31                                         |             | Játékvezető: Gerhard Müller Vonalbírók: Thomas Schurr Hirokazu Takahashi |
| Bozon (Dubois) – 9:39 | 1–0             |                                            |             | Játékvezető: Gerhard Müller Vonalbírók: Thomas Schurr Hirokazu Takahashi |
| Bozon (Poudrier, Pouget) – 40:56 | 2–0             |                                            |             | Játékvezető: Gerhard Müller Vonalbírók: Thomas Schurr Hirokazu Takahashi |
| Bozon (Pouget) – 47:31 | 3–0             |                                            |             | Játékvezető: Gerhard Müller Vonalbírók: Thomas Schurr Hirokazu Takahashi |
| Briand (Bozon, Poudrier) – 50:03 (PP) | 4–0             |                                            |             |                                                                          |
| | 4–1             | 53:21 – Orlando (Topatigh, Bartolone) (PP) |             |                                                                          |
| Poudrier – 56:43 (PP) | 5–1             |                                            |             |                                                                          |

### A 9. helyért
| 1998. február 12. 20:00 | Németország (GER) | 4–2 (0–1, 1–1, 3–0) | Szlovákia (SVK) | The Big Hat, Nagano Nézőszám: 8670 |

| | Olaf Kolzig | Kapusok                   | Igor Murín | Játékvezető: Donald Adam Vonalbírók: Aleksandr Polyakov Timothy Kotyra |
| \| \| 0–1 \| 17:51 – Daňo \| \| Draisaitl (Goldmann) (PP) – 21:30 \| 1–1 \| \| \| \| 1–2 \| 38:03 – Pardavý (Sekeráš) \| \| Benda (Brüggemann, MacKay) – 42:51 \| 2–2 \| \| \| Benda (Krupp) – 46:59 \| 3–2 \| \| \| Lüdemann (Draisaitl) – 49:58 \| 4–2 \| \| |             |                           |            | Játékvezető: Donald Adam Vonalbírók: Aleksandr Polyakov Timothy Kotyra |
| 29 perc | Büntetések  | 29 perc                   |            | Játékvezető: Donald Adam Vonalbírók: Aleksandr Polyakov Timothy Kotyra |
| 19 | Lövések     | 33                        |            | Játékvezető: Donald Adam Vonalbírók: Aleksandr Polyakov Timothy Kotyra |
| | 0–1         | 17:51 – Daňo              |            | Játékvezető: Donald Adam Vonalbírók: Aleksandr Polyakov Timothy Kotyra |
| Draisaitl (Goldmann) (PP) – 21:30 | 1–1         |                           |            | Játékvezető: Donald Adam Vonalbírók: Aleksandr Polyakov Timothy Kotyra |
| | 1–2         | 38:03 – Pardavý (Sekeráš) |            | Játékvezető: Donald Adam Vonalbírók: Aleksandr Polyakov Timothy Kotyra |
| Benda (Brüggemann, MacKay) – 42:51 | 2–2         |                           |            |                                                                        |
| Benda (Krupp) – 46:59 | 3–2         |                           |            |                                                                        |
| Lüdemann (Draisaitl) – 49:58 | 4–2         |                           |            |                                                                        |

## Csoportkör

### C csoport
| Hely. | Csapat      | M | Gy | D | V | G+ | G– | Gk  | P | Továbbjutás |
| ----- | ----------- | - | -- | - | - | -- | -- | --- | - | ----------- |
| 1.    | Oroszország | 3 | 3  | 0 | 0 | 15 | 6  | +9  | 6 | Negyeddöntő |
| 2.    | Csehország  | 3 | 2  | 0 | 1 | 12 | 4  | +8  | 4 | Negyeddöntő |
| 3.    | Finnország  | 3 | 1  | 0 | 2 | 11 | 9  | +2  | 2 | Negyeddöntő |
| 4.    | Kazahsztán  | 3 | 0  | 0 | 3 | 6  | 25 | −19 | 0 | Negyeddöntő |

| 1998. február 13. 14:45 | Csehország (CZE) | 3–0 (0–0, 1–0, 2–0) | Finnország (FIN) | Aqua Wing Arena, Nagano Nézőszám: 5050 |

| | Dominik Hašek | Kapusok | Jarmo Myllys | Játékvezető: Kerry Fraser Vonalbírók: Gord Broseker Ulf Rönnmark |
| \| Patera (Ručínský) (PP) – 29:09 \| 1–0 \| \| \| Reichel (Lang) – 44:54 \| 2–0 \| \| \| Růžička (Jágr) – 48:40 \| 3–0 \| \| |               |         |              | Játékvezető: Kerry Fraser Vonalbírók: Gord Broseker Ulf Rönnmark |
| 6 perc | Büntetések    | 6 perc  |              | Játékvezető: Kerry Fraser Vonalbírók: Gord Broseker Ulf Rönnmark |
| 29 | Lövések       | 17      |              | Játékvezető: Kerry Fraser Vonalbírók: Gord Broseker Ulf Rönnmark |
| Patera (Ručínský) (PP) – 29:09                                                                                               | 1–0           |         |              | Játékvezető: Kerry Fraser Vonalbírók: Gord Broseker Ulf Rönnmark |
| Reichel (Lang) – 44:54 | 2–0           |         |              | Játékvezető: Kerry Fraser Vonalbírók: Gord Broseker Ulf Rönnmark |
| Růžička (Jágr) – 48:40 | 3–0           |         |              | Játékvezető: Kerry Fraser Vonalbírók: Gord Broseker Ulf Rönnmark |

| 1998. február 13. 18:45 | Oroszország (RUS) | 9–2 (2–1, 5–0, 2–1) | Kazahsztán (KAZ) | Aqua Wing Arena, Nagano Nézőszám: 3752 |

| | Andrej Trefilov | Kapusok                                     | Vitalij Jeremejev Alekszandr Simin | Játékvezető: Don Adam Vonalbírók: Václav Český Ray Scapinello |
| \| Fjodorov (Kovalenko) – 1:30 \| 1–0 \| \| \| \| 1–1 \| 2:15 – Szagimbajev (Pcseljakov) \| \| Jasin (Fjodorov) – 8:15 \| 2–1 \| \| \| Jasin (Kaszparajtyisz) – 20:55 \| 3–1 \| \| \| P. Bure (D. Mironov) – 27:34 \| 4–1 \| \| \| P. Bure – 32:01 \| 5–1 \| \| \| Kovalenko – 32:14 \| 6–1 \| \| \| Tyitov (Valerij Kamenszkij, Morozov) – 38:39 \| 7–1 \| \| \| Kovalenko (B. Mironov) – 45:09 \| 8–1 \| \| \| Zelepukin (Morozov) – 55:46 \| 9–1 \| \| \| \| 9–2 \| 57:40 – J. Koreskov (Safranov, A. Koreskov) \| |                 |                                             |                                    | Játékvezető: Don Adam Vonalbírók: Václav Český Ray Scapinello |
| 8 perc | Büntetések      | 6 perc                                      |                                    | Játékvezető: Don Adam Vonalbírók: Václav Český Ray Scapinello |
| 31 | Lövések         | 18                                          |                                    | Játékvezető: Don Adam Vonalbírók: Václav Český Ray Scapinello |
| Fjodorov (Kovalenko) – 1:30 | 1–0             |                                             |                                    | Játékvezető: Don Adam Vonalbírók: Václav Český Ray Scapinello |
| | 1–1             | 2:15 – Szagimbajev (Pcseljakov)             |                                    | Játékvezető: Don Adam Vonalbírók: Václav Český Ray Scapinello |
| Jasin (Fjodorov) – 8:15 | 2–1             |                                             |                                    | Játékvezető: Don Adam Vonalbírók: Václav Český Ray Scapinello |
| Jasin (Kaszparajtyisz) – 20:55 | 3–1             |                                             |                                    |                                                               |
| P. Bure (D. Mironov) – 27:34 | 4–1             |                                             |                                    |                                                               |
| P. Bure – 32:01 | 5–1             |                                             |                                    |                                                               |
| Kovalenko – 32:14 | 6–1             |                                             |                                    |                                                               |
| Tyitov (Valerij Kamenszkij, Morozov) – 38:39 | 7–1             |                                             |                                    |                                                               |
| Kovalenko (B. Mironov) – 45:09 | 8–1             |                                             |                                    |                                                               |
| Zelepukin (Morozov) – 55:46 | 9–1             |                                             |                                    |                                                               |
| | 9–2             | 57:40 – J. Koreskov (Safranov, A. Koreskov) |                                    |                                                               |

| 1998. február 15. 13:45 | Oroszország (RUS) | 4–3 (1–2, 2–1, 1–0) | Finnország (FIN) | The Big Hat, Nagano Nézőszám: 9894 |

| | Andrej Trefilov | Kapusok                               | Jarmo Myllys | Játékvezető: Bill McCreary Vonalbírók: Gord Broseker Ulf Rönnmark |
| \| \| 0–1 \| 6:11 – Koivu (Lehtinen, Selänne) (PP) \| \| \| 0–2 \| 7:04 – Lehtinen (Koivu, Selänne) (PP) \| \| P. Bure (Fjodorov, Kamenszkij) (PP) – 13:36 \| 1–2 \| \| \| \| 1–3 \| 28:24 – Lehtinen (Selänne) \| \| Nyemcsinov (Goncsar, Kravcsuk) – 29:31 \| 2–3 \| \| \| Jasin (Fjodorov, Zsitnyik) (PP) – 35:03 \| 3–3 \| \| \| Morozov (Zelepukin) – 56:43 \| 4–3 \| \| |                 |                                       |              | Játékvezető: Bill McCreary Vonalbírók: Gord Broseker Ulf Rönnmark |
| 24 perc | Büntetések      | 22 perc                               |              | Játékvezető: Bill McCreary Vonalbírók: Gord Broseker Ulf Rönnmark |
| 28 | Lövések         | 33                                    |              | Játékvezető: Bill McCreary Vonalbírók: Gord Broseker Ulf Rönnmark |
| | 0–1             | 6:11 – Koivu (Lehtinen, Selänne) (PP) |              | Játékvezető: Bill McCreary Vonalbírók: Gord Broseker Ulf Rönnmark |
| | 0–2             | 7:04 – Lehtinen (Koivu, Selänne) (PP) |              | Játékvezető: Bill McCreary Vonalbírók: Gord Broseker Ulf Rönnmark |
| P. Bure (Fjodorov, Kamenszkij) (PP) – 13:36 | 1–2             |                                       |              | Játékvezető: Bill McCreary Vonalbírók: Gord Broseker Ulf Rönnmark |
| | 1–3             | 28:24 – Lehtinen (Selänne)            |              |                                                                   |
| Nyemcsinov (Goncsar, Kravcsuk) – 29:31 | 2–3             |                                       |              |                                                                   |
| Jasin (Fjodorov, Zsitnyik) (PP) – 35:03 | 3–3             |                                       |              |                                                                   |
| Morozov (Zelepukin) – 56:43 | 4–3             |                                       |              |                                                                   |

| 1998. február 15. 18:45 | Csehország (CZE) | 8–2 (1–0, 3–2, 4–0) | Kazahsztán (KAZ) | The Big Hat, Nagano Nézőszám: 9975 |

| | Dominik Hašek | Kapusok                                     | Vitalij Jeremejev Alekszandr Simin | Játékvezető: Pekka Haajanen Vonalbírók: Alexander Poliakov Ray Scapinello |
| \| Straka (Jágr) – 3:51 \| 1–0 \| \| \| Beránek (Moravec, Dopita) – 23:22 \| 2–0 \| \| \| \| 2–1 \| 27:13 – Kamencev (Glovackij, Antyipin) (PP) \| \| Ručínský – 32:02 \| 3–1 \| \| \| Růžička (Jágr) (PP) – 37:31 \| 4–1 \| \| \| \| 4–2 \| 39:09 – A. Koreskov \| \| Ručínský (Lang, Svoboda) – 41:00 \| 5–2 \| \| \| Patera (SH) – 49:42 \| 6–2 \| \| \| M. Procházka (PP) – 52:16 \| 7–2 \| \| \| Hamrlík (Straka) – 57:06 \| 8–2 \| \| |               |                                             |                                    | Játékvezető: Pekka Haajanen Vonalbírók: Alexander Poliakov Ray Scapinello |
| 43 perc | Büntetések    | 41 perc                                     |                                    | Játékvezető: Pekka Haajanen Vonalbírók: Alexander Poliakov Ray Scapinello |
| 45 | Lövések       | 23                                          |                                    | Játékvezető: Pekka Haajanen Vonalbírók: Alexander Poliakov Ray Scapinello |
| Straka (Jágr) – 3:51 | 1–0           |                                             |                                    | Játékvezető: Pekka Haajanen Vonalbírók: Alexander Poliakov Ray Scapinello |
| Beránek (Moravec, Dopita) – 23:22 | 2–0           |                                             |                                    | Játékvezető: Pekka Haajanen Vonalbírók: Alexander Poliakov Ray Scapinello |
| | 2–1           | 27:13 – Kamencev (Glovackij, Antyipin) (PP) |                                    | Játékvezető: Pekka Haajanen Vonalbírók: Alexander Poliakov Ray Scapinello |
| Ručínský – 32:02 | 3–1           |                                             |                                    |                                                                           |
| Růžička (Jágr) (PP) – 37:31 | 4–1           |                                             |                                    |                                                                           |
| | 4–2           | 39:09 – A. Koreskov                         |                                    |                                                                           |
| Ručínský (Lang, Svoboda) – 41:00 | 5–2           |                                             |                                    |                                                                           |
| Patera (SH) – 49:42 | 6–2           |                                             |                                    |                                                                           |
| M. Procházka (PP) – 52:16 | 7–2           |                                             |                                    |                                                                           |
| Hamrlík (Straka) – 57:06 | 8–2           |                                             |                                    |                                                                           |

| 1998. február 16. 15:45 | Finnország (FIN) | 8–2 (3–1, 1–0, 4–1) | Kazahsztán (KAZ) | Aqua Wing Arena, Nagano Nézőszám: 5544 |

| | Ari Sulander | Kapusok                                | Vitalij Jeremejev Alekszandr Simin | Játékvezető: Mark Faucette Vonalbírók: Václav Český Gérard Gauthier |
| \| \| 0–1 \| 4:25 – Antyipin (PP) \| \| Lumme (Selänne, Koivu) (PP) – 12:53 \| 1–1 \| \| \| Helminen (Kapanen, Peltonen) (PP) – 16:19 \| 2–1 \| \| \| Tikkanen (Kurri, Nieminen) – 17:09 \| 3–1 \| \| \| Numminen (Niinimaa, Koivu) (PP) – 36:26 \| 4–1 \| \| \| Lehtinen (Selänne) – 50:52 \| 5–1 \| \| \| Peltonen (SH) – 52:28 \| 6–1 \| \| \| Selänne (Niinimaa, Koivu) (PP) – 54:33 \| 7–1 \| \| \| \| 7–2 \| 56:43 – Nyikityin (Troscsinszkij) (PP) \| \| Nieminen (Niinimaa, Kurri) (PP) – 59:54 \| 8–2 \| \| |              |                                        |                                    | Játékvezető: Mark Faucette Vonalbírók: Václav Český Gérard Gauthier |
| 24 perc | Büntetések   | 22 perc                                |                                    | Játékvezető: Mark Faucette Vonalbírók: Václav Český Gérard Gauthier |
| 37 | Lövések      | 15                                     |                                    | Játékvezető: Mark Faucette Vonalbírók: Václav Český Gérard Gauthier |
| | 0–1          | 4:25 – Antyipin (PP)                   |                                    | Játékvezető: Mark Faucette Vonalbírók: Václav Český Gérard Gauthier |
| Lumme (Selänne, Koivu) (PP) – 12:53 | 1–1          |                                        |                                    | Játékvezető: Mark Faucette Vonalbírók: Václav Český Gérard Gauthier |
| Helminen (Kapanen, Peltonen) (PP) – 16:19 | 2–1          |                                        |                                    | Játékvezető: Mark Faucette Vonalbírók: Václav Český Gérard Gauthier |
| Tikkanen (Kurri, Nieminen) – 17:09 | 3–1          |                                        |                                    |                                                                     |
| Numminen (Niinimaa, Koivu) (PP) – 36:26 | 4–1          |                                        |                                    |                                                                     |
| Lehtinen (Selänne) – 50:52 | 5–1          |                                        |                                    |                                                                     |
| Peltonen (SH) – 52:28 | 6–1          |                                        |                                    |                                                                     |
| Selänne (Niinimaa, Koivu) (PP) – 54:33 | 7–1          |                                        |                                    |                                                                     |
| | 7–2          | 56:43 – Nyikityin (Troscsinszkij) (PP) |                                    |                                                                     |
| Nieminen (Niinimaa, Kurri) (PP) – 59:54 | 8–2          |                                        |                                    |                                                                     |

| 1998. február 16. 18:45 | Csehország (CZE) | 1–2 (0–0, 1–0, 0–2) | Oroszország (RUS) | The Big Hat, Nagano Nézőszám: 9847 |

| | Dominik Hašek | Kapusok                                  | Mikhail Shtalenkov | Játékvezető: Kerry Fraser Vonalbírók: Kevin Collins Janne Rautavuori |
| \| Reichel (Patera) (PP) – 31:53 \| 1–0 \| \| \| \| 1–1 \| 43:27 – V. Bure (Igor Kravcsuk, Goncsar) \| \| \| 1–2 \| 43:37 – Zsamnov (Guszarov, D. Mironov) \| |               |                                          |                    | Játékvezető: Kerry Fraser Vonalbírók: Kevin Collins Janne Rautavuori |
| 14 perc | Büntetések    | 6 perc                                   |                    | Játékvezető: Kerry Fraser Vonalbírók: Kevin Collins Janne Rautavuori |
| 24 | Lövések       | 31                                       |                    | Játékvezető: Kerry Fraser Vonalbírók: Kevin Collins Janne Rautavuori |
| Reichel (Patera) (PP) – 31:53 | 1–0           |                                          |                    | Játékvezető: Kerry Fraser Vonalbírók: Kevin Collins Janne Rautavuori |
| | 1–1           | 43:27 – V. Bure (Igor Kravcsuk, Goncsar) |                    | Játékvezető: Kerry Fraser Vonalbírók: Kevin Collins Janne Rautavuori |
| | 1–2           | 43:37 – Zsamnov (Guszarov, D. Mironov)   |                    | Játékvezető: Kerry Fraser Vonalbírók: Kevin Collins Janne Rautavuori |

### D csoport
| Hely. | Csapat           | M | Gy | D | V | G+ | G– | Gk  | P | Továbbjutás |
| ----- | ---------------- | - | -- | - | - | -- | -- | --- | - | ----------- |
| 1.    | Kanada           | 3 | 3  | 0 | 0 | 12 | 3  | +9  | 6 | Negyeddöntő |
| 2.    | Svédország       | 3 | 2  | 0 | 1 | 11 | 7  | +4  | 4 | Negyeddöntő |
| 3.    | Egyesült Államok | 3 | 1  | 0 | 2 | 8  | 10 | −2  | 2 | Negyeddöntő |
| 4.    | Fehéroroszország | 3 | 0  | 0 | 3 | 4  | 15 | −11 | 0 | Negyeddöntő |

| 1998. február 13. 14:45 | Svédország (SWE) | 4–2 (1–2, 2–0, 1–0) | Egyesült Államok (USA) | The Big Hat, Nagano Nézőszám: 9985 |

| | Tommy Salo | Kapusok                           | Mike Richter | Játékvezető: Bill McCreary Vonalbírók: Gérard Gauthier Troy Sartison |
| \| \| 0–1 \| 11:10 – Chelios (Guerin, Tkachuk) \| \| Alfredsson (Forsberg) (PP) – 12:26 \| 1–1 \| \| \| \| 1–2 \| 12:50 – Modano (Guerin) \| \| Kjellberg (Renberg, Samuelsson) – 21:50 \| 2–2 \| \| \| Alfredsson (Forsberg) – 31:33 \| 3–2 \| \| \| Sundin (Andersson) – 57:04 \| 4–2 \| \| |            |                                   |              | Játékvezető: Bill McCreary Vonalbírók: Gérard Gauthier Troy Sartison |
| 16 perc | Büntetések | 20 perc                           |              | Játékvezető: Bill McCreary Vonalbírók: Gérard Gauthier Troy Sartison |
| 20 | Lövések    | 31                                |              | Játékvezető: Bill McCreary Vonalbírók: Gérard Gauthier Troy Sartison |
| | 0–1        | 11:10 – Chelios (Guerin, Tkachuk) |              | Játékvezető: Bill McCreary Vonalbírók: Gérard Gauthier Troy Sartison |
| Alfredsson (Forsberg) (PP) – 12:26 | 1–1        |                                   |              | Játékvezető: Bill McCreary Vonalbírók: Gérard Gauthier Troy Sartison |
| | 1–2        | 12:50 – Modano (Guerin)           |              | Játékvezető: Bill McCreary Vonalbírók: Gérard Gauthier Troy Sartison |
| Kjellberg (Renberg, Samuelsson) – 21:50 | 2–2        |                                   |              |                                                                      |
| Alfredsson (Forsberg) – 31:33 | 3–2        |                                   |              |                                                                      |
| Sundin (Andersson) – 57:04 | 4–2        |                                   |              |                                                                      |

| 1998. február 13. 18:45 | Kanada (CAN) | 5–0 (2–0, 2–0, 1–0) | Fehéroroszország (BLR) | The Big Hat, Nagano Nézőszám: 9960 |

| | Patrick Roy | Kapusok | Andrej Mezin | Játékvezető: Mark Faucette Vonalbírók: Kevin Collins Janne Rautavuori |
| \| Fleury (Primeau) (SH) – 7:55 \| 1–0 \| \| \| Bourque (Brind'Amour, Corson) – 14:34 \| 2–0 \| \| \| MacInnis (Nieuwendyk) (PP) – 24:38 \| 3–0 \| \| \| Lindros (Bourque) – 37:44 \| 4–0 \| \| \| Lindros (Brind'Amour) – 52:57 \| 5–0 \| \| |             |         |              | Játékvezető: Mark Faucette Vonalbírók: Kevin Collins Janne Rautavuori |
| 10 perc | Büntetések  | 6 perc  |              | Játékvezető: Mark Faucette Vonalbírók: Kevin Collins Janne Rautavuori |
| 31 | Lövések     | 18      |              | Játékvezető: Mark Faucette Vonalbírók: Kevin Collins Janne Rautavuori |
| Fleury (Primeau) (SH) – 7:55 | 1–0         |         |              | Játékvezető: Mark Faucette Vonalbírók: Kevin Collins Janne Rautavuori |
| Bourque (Brind'Amour, Corson) – 14:34 | 2–0         |         |              | Játékvezető: Mark Faucette Vonalbírók: Kevin Collins Janne Rautavuori |
| MacInnis (Nieuwendyk) (PP) – 24:38 | 3–0         |         |              | Játékvezető: Mark Faucette Vonalbírók: Kevin Collins Janne Rautavuori |
| Lindros (Bourque) – 37:44 | 4–0         |         |              |                                                                       |
| Lindros (Brind'Amour) – 52:57 | 5–0         |         |              |                                                                       |

| 1998. február 14. 14:45 | Egyesült Államok (USA) | 5–2 (2–1, 1–0, 2–1) | Fehéroroszország (BLR) | The Big Hat, Nagano Nézőszám: 9975 |

| | Mike Richter | Kapusok                                | Andrej Mezin | Játékvezető: Kerry Fraser Vonalbírók: Gérard Gauthier Troy Sartison |
| \| Chelios (LaFontaine) (PP) – 9:06 \| 1–0 \| \| \| LaFontaine (Leetch, K. Hatcher) (PP) – 10:31 \| 2–0 \| \| \| \| 2–1 \| 18:02 – Karacsun (Lozskin, Halcsenyuk) \| \| Leetch (LeClair, Hull) (PP) – 28:16 \| 3–1 \| \| \| \| 3–2 \| 40:27 – Pankov (Szkabelka, Bekbulatav) \| \| Hull (Weight, K. Hatcher) (PP) – 53:45 \| 4–2 \| \| \| Deadmarsh (Guerin, Roenick) – 58:14 \| 5–2 \| \| |              |                                        |              | Játékvezető: Kerry Fraser Vonalbírók: Gérard Gauthier Troy Sartison |
| 14 perc | Büntetések   | 16 perc                                |              | Játékvezető: Kerry Fraser Vonalbírók: Gérard Gauthier Troy Sartison |
| 31 | Lövések      | 30                                     |              | Játékvezető: Kerry Fraser Vonalbírók: Gérard Gauthier Troy Sartison |
| Chelios (LaFontaine) (PP) – 9:06 | 1–0          |                                        |              | Játékvezető: Kerry Fraser Vonalbírók: Gérard Gauthier Troy Sartison |
| LaFontaine (Leetch, K. Hatcher) (PP) – 10:31 | 2–0          |                                        |              | Játékvezető: Kerry Fraser Vonalbírók: Gérard Gauthier Troy Sartison |
| | 2–1          | 18:02 – Karacsun (Lozskin, Halcsenyuk) |              | Játékvezető: Kerry Fraser Vonalbírók: Gérard Gauthier Troy Sartison |
| Leetch (LeClair, Hull) (PP) – 28:16 | 3–1          |                                        |              |                                                                     |
| | 3–2          | 40:27 – Pankov (Szkabelka, Bekbulatav) |              |                                                                     |
| Hull (Weight, K. Hatcher) (PP) – 53:45 | 4–2          |                                        |              |                                                                     |
| Deadmarsh (Guerin, Roenick) – 58:14 | 5–2          |                                        |              |                                                                     |

| 1998. február 14. 18:45 | Svédország (SWE) | 2–3 (1–0, 0–3, 1–0) | Kanada (CAN) | The Big Hat, Nagano Nézőszám: 9945 |

| | Tommy Salo | Kapusok                             | Patrick Roy | Játékvezető: Mark Faucette Vonalbírók: Kevin Collins Janne Rautavuori |
| \| Lidström (Alfredsson, Renberg) (PP) – 15:27 \| 1–0 \| \| \| \| 1–1 \| 31:56 – Nieuwendyk (Blake, Lindros) \| \| \| 1–2 \| 37:02 – MacInnis (Nieuwendyk) (PP) \| \| \| 1–3 \| 39:53 – Blake (Nieuwendyk, Fleury) \| \| Sundin (Lidström, Norström) - 49:31 \| 2–3 \| \| |            |                                     |             | Játékvezető: Mark Faucette Vonalbírók: Kevin Collins Janne Rautavuori |
| 14 perc | Büntetések | 14 perc                             |             | Játékvezető: Mark Faucette Vonalbírók: Kevin Collins Janne Rautavuori |
| 30 | Lövések    | 29                                  |             | Játékvezető: Mark Faucette Vonalbírók: Kevin Collins Janne Rautavuori |
| Lidström (Alfredsson, Renberg) (PP) – 15:27 | 1–0        |                                     |             | Játékvezető: Mark Faucette Vonalbírók: Kevin Collins Janne Rautavuori |
| | 1–1        | 31:56 – Nieuwendyk (Blake, Lindros) |             | Játékvezető: Mark Faucette Vonalbírók: Kevin Collins Janne Rautavuori |
| | 1–2        | 37:02 – MacInnis (Nieuwendyk) (PP)  |             | Játékvezető: Mark Faucette Vonalbírók: Kevin Collins Janne Rautavuori |
| | 1–3        | 39:53 – Blake (Nieuwendyk, Fleury)  |             |                                                                       |
| Sundin (Lidström, Norström) - 49:31 | 2–3        |                                     |             |                                                                       |

| 1998. február 16. 13:45 | Kanada (CAN) | 4–1 (1–0, 2–0, 1–1) | Egyesült Államok (USA) | The Big Hat, Nagano Nézőszám: 10 076 |

| | Patrick Roy | Kapusok               | Mike Richter | Játékvezető: Bill McCreary Vonalbírók: Gord Broseker Troy Sartison |
| \| Zamuner (Gretzky, Sakic) – 16:30 \| 1–0 \| \| \| Primeau (Yzerman) (SH) – 33:37 \| 2–0 \| \| \| Sakic (Fleury) – 38:19 \| 3–0 \| \| \| Primeau (Recchi, Sakic) – 46:00 \| 4–0 \| \| \| \| 4–1 \| 54:04 – Hull (Weight) \| |             |                       |              | Játékvezető: Bill McCreary Vonalbírók: Gord Broseker Troy Sartison |
| 12 perc | Büntetések  | 6 perc                |              | Játékvezető: Bill McCreary Vonalbírók: Gord Broseker Troy Sartison |
| 25 | Lövések     | 31                    |              | Játékvezető: Bill McCreary Vonalbírók: Gord Broseker Troy Sartison |
| Zamuner (Gretzky, Sakic) – 16:30 | 1–0         |                       |              | Játékvezető: Bill McCreary Vonalbírók: Gord Broseker Troy Sartison |
| Primeau (Yzerman) (SH) – 33:37 | 2–0         |                       |              | Játékvezető: Bill McCreary Vonalbírók: Gord Broseker Troy Sartison |
| Sakic (Fleury) – 38:19 | 3–0         |                       |              | Játékvezető: Bill McCreary Vonalbírók: Gord Broseker Troy Sartison |
| Primeau (Recchi, Sakic) – 46:00 | 4–0         |                       |              |                                                                    |
| | 4–1         | 54:04 – Hull (Weight) |              |                                                                    |

| 1998. február 16. 18:45 | Svédország (SWE) | 5–2 (2–0, 1–1, 2–1) | Fehéroroszország (BLR) | Aqua Wing Arena, Nagano Nézőszám: 4235 |

| | Tommy Salo | Kapusok                                    | Andrej Mezin | Játékvezető: Gerhard Müller Vonalbírók: Alexander Poliakov Ray Scapinello |
| \| Andersson (Sundström, Ragnarsson) – 10:06 \| 1–0 \| \| \| Dahlén (Sandström) – 11:22 \| 2–0 \| \| \| Sundström (Forsberg, Öhlund) – 30:36 \| 3–0 \| \| \| \| 3–1 \| 39:19 – Matuskin (Ciplakov, Kovaljov) (PP) \| \| Sundin (Alfredsson) – 50:19 \| 4–1 \| \| \| \| 4–2 \| 53:44 – Ciplakov (Ramanav, Kovaljov) (PP) \| \| Renberg (Alfredsson, Forsberg) – 54:36 \| 5–2 \| \| |            |                                            |              | Játékvezető: Gerhard Müller Vonalbírók: Alexander Poliakov Ray Scapinello |
| 14 perc | Büntetések | 8 perc                                     |              | Játékvezető: Gerhard Müller Vonalbírók: Alexander Poliakov Ray Scapinello |
| 38 | Lövések    | 23                                         |              | Játékvezető: Gerhard Müller Vonalbírók: Alexander Poliakov Ray Scapinello |
| Andersson (Sundström, Ragnarsson) – 10:06 | 1–0        |                                            |              | Játékvezető: Gerhard Müller Vonalbírók: Alexander Poliakov Ray Scapinello |
| Dahlén (Sandström) – 11:22 | 2–0        |                                            |              | Játékvezető: Gerhard Müller Vonalbírók: Alexander Poliakov Ray Scapinello |
| Sundström (Forsberg, Öhlund) – 30:36 | 3–0        |                                            |              | Játékvezető: Gerhard Müller Vonalbírók: Alexander Poliakov Ray Scapinello |
| | 3–1        | 39:19 – Matuskin (Ciplakov, Kovaljov) (PP) |              |                                                                           |
| Sundin (Alfredsson) – 50:19 | 4–1        |                                            |              |                                                                           |
| | 4–2        | 53:44 – Ciplakov (Ramanav, Kovaljov) (PP)  |              |                                                                           |
| Renberg (Alfredsson, Forsberg) – 54:36 | 5–2        |                                            |              |                                                                           |

## Egyenes kieséses szakasz

### Negyeddöntők
| 1998. február 18. 14:45 | Csehország (CZE) | 4–1 (0–1, 3–0, 1–0) | Egyesült Államok (USA) | The Big Hat, Nagano Nézőszám: 9822 |

| | Dominik Hašek | Kapusok                          | Mike Richter / John Vanbiesbrouck | Játékvezető: Bill McCreary Vonalbírók: Alexander Poliakov Ray Scapinello |
| \| \| 0–1 \| 16:12 – Modano (Amonte, Tkachuk) \| \| Růžička (Jágr, Straka) – 28:21 \| 1–1 \| \| \| Jágr (Dopita) – 29:19 \| 2–1 \| \| \| Ručínský (Lang, Šmehlík) – 36:35 \| 3–1 \| \| \| Dopita – 59:21 \| 4–1 \| \| |               |                                  |                                   | Játékvezető: Bill McCreary Vonalbírók: Alexander Poliakov Ray Scapinello |
| 6 perc | Büntetések    | 8 perc                           |                                   | Játékvezető: Bill McCreary Vonalbírók: Alexander Poliakov Ray Scapinello |
| 19 | Lövések       | 39                               |                                   | Játékvezető: Bill McCreary Vonalbírók: Alexander Poliakov Ray Scapinello |
| | 0–1           | 16:12 – Modano (Amonte, Tkachuk) |                                   | Játékvezető: Bill McCreary Vonalbírók: Alexander Poliakov Ray Scapinello |
| Růžička (Jágr, Straka) – 28:21 | 1–1           |                                  |                                   | Játékvezető: Bill McCreary Vonalbírók: Alexander Poliakov Ray Scapinello |
| Jágr (Dopita) – 29:19 | 2–1           |                                  |                                   | Játékvezető: Bill McCreary Vonalbírók: Alexander Poliakov Ray Scapinello |
| Ručínský (Lang, Šmehlík) – 36:35 | 3–1           |                                  |                                   |                                                                          |
| Dopita – 59:21 | 4–1           |                                  |                                   |                                                                          |

| 1998. február 18. 14:45 | Oroszország (RUS) | 4–1 (1–0, 1–0, 2–1) | Fehéroroszország (BLR) | Aqua Wing Arena, Nagano Nézőszám: 4628 |

| | Mihail Stalenkov | Kapusok                             | Andrej Mezin | Játékvezető: Mark Faucette Vonalbírók: Gord Broseker Ulf Rönnmark |
| \| Kamenszkij (Jasin) – 19:00 \| 1–0 \| \| \| Kovalenko (Fjodorov, Jasin) – 21:31 \| 2–0 \| \| \| P. Bure – 42:38 \| 3–0 \| \| \| Morozov (Zelepukin, Kaszparajtyisz) – 43:19 \| 4–0 \| \| \| \| 4–1 \| 44:18 – Yerkovich (Khmyl, Roshchin) \| |                  |                                     |              | Játékvezető: Mark Faucette Vonalbírók: Gord Broseker Ulf Rönnmark |
| 14 perc | Büntetések       | 10 perc                             |              | Játékvezető: Mark Faucette Vonalbírók: Gord Broseker Ulf Rönnmark |
| 35 | Lövések          | 26                                  |              | Játékvezető: Mark Faucette Vonalbírók: Gord Broseker Ulf Rönnmark |
| Kamenszkij (Jasin) – 19:00 | 1–0              |                                     |              | Játékvezető: Mark Faucette Vonalbírók: Gord Broseker Ulf Rönnmark |
| Kovalenko (Fjodorov, Jasin) – 21:31 | 2–0              |                                     |              | Játékvezető: Mark Faucette Vonalbírók: Gord Broseker Ulf Rönnmark |
| P. Bure – 42:38 | 3–0              |                                     |              | Játékvezető: Mark Faucette Vonalbírók: Gord Broseker Ulf Rönnmark |
| Morozov (Zelepukin, Kaszparajtyisz) – 43:19 | 4–0              |                                     |              |                                                                   |
| | 4–1              | 44:18 – Yerkovich (Khmyl, Roshchin) |              |                                                                   |

| 1998. február 18. 18:45 | Kanada (CAN) | 4–1 (2–1, 2–0, 0–0) | Kazahsztán (KAZ) | The Big Hat, Nagano Nézőszám: 9602 |

| | Patrick Roy | Kapusok                       | Vitali Yeremeyev | Játékvezető: Don Adam Vonalbírók: Kevin Collins Janne Rautavuori |
| \| Nieuwendyk (Fleury, Roy) – 1:31 \| 1–0 \| \| \| Corson (Lindros) – 2:13 \| 2–0 \| \| \| \| 2–1 \| 3:46 – Safranov (A. Koreskov) \| \| Shanahan (Gretzky, Bourque) – 36:29 \| 3–1 \| \| \| Yzerman (Gretzky) – 37:01 \| 4–1 \| \| |             |                               |                  | Játékvezető: Don Adam Vonalbírók: Kevin Collins Janne Rautavuori |
| 14 perc | Büntetések  | 12 perc                       |                  | Játékvezető: Don Adam Vonalbírók: Kevin Collins Janne Rautavuori |
| 37 | Lövések     | 17                            |                  | Játékvezető: Don Adam Vonalbírók: Kevin Collins Janne Rautavuori |
| Nieuwendyk (Fleury, Roy) – 1:31 | 1–0         |                               |                  | Játékvezető: Don Adam Vonalbírók: Kevin Collins Janne Rautavuori |
| Corson (Lindros) – 2:13 | 2–0         |                               |                  | Játékvezető: Don Adam Vonalbírók: Kevin Collins Janne Rautavuori |
| | 2–1         | 3:46 – Safranov (A. Koreskov) |                  | Játékvezető: Don Adam Vonalbírók: Kevin Collins Janne Rautavuori |
| Shanahan (Gretzky, Bourque) – 36:29 | 3–1         |                               |                  |                                                                  |
| Yzerman (Gretzky) – 37:01 | 4–1         |                               |                  |                                                                  |

| 1998. február 18. 18:45 | Svédország (SWE) | 1–2 (0–0, 0–0, 1–2) | Finnország (FIN) | Aqua Wing Arena, Nagano Nézőszám: 5044 |

| | Tommy Salo | Kapusok                                | Jarmo Myllys | Játékvezető: Kerry Fraser Vonalbírók: Václav Český Gérard Gauthier |
| \| \| 0–1 \| 44:12 – Selänne (Numminen) \| \| \| 0–2 \| 52:43 – Selänne (Koivu, Lehtinen) (PP) \| \| Forsberg – 59:48 \| 1–2 \| \| |            |                                        |              | Játékvezető: Kerry Fraser Vonalbírók: Václav Český Gérard Gauthier |
| 12 perc | Büntetések | 12 perc                                |              | Játékvezető: Kerry Fraser Vonalbírók: Václav Český Gérard Gauthier |
| 17 | Lövések    | 19                                     |              | Játékvezető: Kerry Fraser Vonalbírók: Václav Český Gérard Gauthier |
| | 0–1        | 44:12 – Selänne (Numminen)             |              | Játékvezető: Kerry Fraser Vonalbírók: Václav Český Gérard Gauthier |
| | 0–2        | 52:43 – Selänne (Koivu, Lehtinen) (PP) |              | Játékvezető: Kerry Fraser Vonalbírók: Václav Český Gérard Gauthier |
| Forsberg – 59:48 | 1–2        |                                        |              | Játékvezető: Kerry Fraser Vonalbírók: Václav Český Gérard Gauthier |

### Elődöntők
| 1998. február 20. 14:45 | Kanada (CAN) | 1–2 (sz.) (0–0, 0–0, 1–1) (h.u.: 0–0) (sz.: 0–1) | Csehország (CZE) | The Big Hat, Nagano Nézőszám: 9854 |

|                                                                                 | Patrick Roy | Kapusok                      | Dominik Hašek | Játékvezető: Bill McCreary Vonalbírók: Kevin Collins Janne Rautavuori |
| \| \| 0–1 \| 49:46 – Šlégr (Patera) \| \| Linden (Lindros) – 58:57 \| 1–1 \| \| |             |                              |               | Játékvezető: Bill McCreary Vonalbírók: Kevin Collins Janne Rautavuori |
| Fleury Bourque Nieuwendyk Lindros Shanahan                                      | Szétlövés   | Reichel Ručinský Patera Jágr |               | Játékvezető: Bill McCreary Vonalbírók: Kevin Collins Janne Rautavuori |
| 2 perc                                                                          | Büntetések  | 4 perc                       |               | Játékvezető: Bill McCreary Vonalbírók: Kevin Collins Janne Rautavuori |
| 30                                                                              | Lövések     | 31                           |               | Játékvezető: Bill McCreary Vonalbírók: Kevin Collins Janne Rautavuori |
|                                                                                 | 0–1         | 49:46 – Šlégr (Patera)       |               | Játékvezető: Bill McCreary Vonalbírók: Kevin Collins Janne Rautavuori |
| Linden (Lindros) – 58:57                                                        | 1–1         |                              |               | Játékvezető: Bill McCreary Vonalbírók: Kevin Collins Janne Rautavuori |

| 1998. február 20. 18:45 | Oroszország (RUS) | 7–4 (2–0, 2–3, 3–1) | Finnország (FIN) | The Big Hat, Nagano Nézőszám: 9640 |

| | Mikhail Shtalenkov | Kapusok                              | Jarmo Myllys | Játékvezető: Kerry Fraser Vonalbírók: Gérard Gauthier Troy Sartison |
| \| P. Bure (Zsamnov) (PP) – 9:51 \| 1–0 \| \| \| P. Bure (D. Mironov) – 17:28 \| 2–0 \| \| \| P. Bure – 20:59 \| 3–0 \| \| \| \| 3–1 \| 23:28 – Helminen (Lind) \| \| \| 3–2 \| 24:59 – Rintanen (Kurri, Timonen) \| \| \| 3–3 \| 34:07 – Selänne (Koivu, Kurri) (PP2) \| \| Zsamnov (Zsitnyik) (PP) – 37:26 \| 4–3 \| \| \| \| 4–4 \| 45:15 – Koivu (Selänne) \| \| Kovalenko (Fjodorov) – 46:33 \| 5–4 \| \| \| P. Bure – 55:58 \| 6–4 \| \| \| P. Bure (Jasin, B. Mironov) (EN) – 59:55 \| 7–4 \| \| |                    |                                      |              | Játékvezető: Kerry Fraser Vonalbírók: Gérard Gauthier Troy Sartison |
| 12 perc | Büntetések         | 6 perc                               |              | Játékvezető: Kerry Fraser Vonalbírók: Gérard Gauthier Troy Sartison |
| 21 | Lövések            | 31                                   |              | Játékvezető: Kerry Fraser Vonalbírók: Gérard Gauthier Troy Sartison |
| P. Bure (Zsamnov) (PP) – 9:51 | 1–0                |                                      |              | Játékvezető: Kerry Fraser Vonalbírók: Gérard Gauthier Troy Sartison |
| P. Bure (D. Mironov) – 17:28 | 2–0                |                                      |              | Játékvezető: Kerry Fraser Vonalbírók: Gérard Gauthier Troy Sartison |
| P. Bure – 20:59 | 3–0                |                                      |              | Játékvezető: Kerry Fraser Vonalbírók: Gérard Gauthier Troy Sartison |
| | 3–1                | 23:28 – Helminen (Lind)              |              |                                                                     |
| | 3–2                | 24:59 – Rintanen (Kurri, Timonen)    |              |                                                                     |
| | 3–3                | 34:07 – Selänne (Koivu, Kurri) (PP2) |              |                                                                     |
| Zsamnov (Zsitnyik) (PP) – 37:26 | 4–3                |                                      |              |                                                                     |
| | 4–4                | 45:15 – Koivu (Selänne)              |              |                                                                     |
| Kovalenko (Fjodorov) – 46:33 | 5–4                |                                      |              |                                                                     |
| P. Bure – 55:58 | 6–4                |                                      |              |                                                                     |
| P. Bure (Jasin, B. Mironov) (EN) – 59:55 | 7–4                |                                      |              |                                                                     |

### Bronzmérkőzés
| 1998. február 21. 15:15 | Kanada (CAN) | 2–3 (1–2, 1–0, 0–1) | Finnország (FIN) | The Big Hat, Nagano Nézőszám: 9875 |

| | Patrick Roy | Kapusok                                 | Ari Sulander | Játékvezető: Kerry Fraser Vonalbírók: Gord Broseker Alexander Poliakov |
| \| \| 0–1 \| 03:33 – Kurri (Tikkanen, Nieminen) (PP) \| \| Brind'Amour (Foote) – 16:50 \| 1–1 \| \| \| \| 1–2 \| 17:23 – Lehtinen (Koivu) \| \| Shanahan (Gretzky, Recchi) (PP) – 22:47 \| 2–2 \| \| \| \| 2–3 \| 40:17 – Peltonen (Koivu) (PP) \| |             |                                         |              | Játékvezető: Kerry Fraser Vonalbírók: Gord Broseker Alexander Poliakov |
| 12 perc | Büntetések  | 12 perc                                 |              | Játékvezető: Kerry Fraser Vonalbírók: Gord Broseker Alexander Poliakov |
| 34 | Lövések     | 15                                      |              | Játékvezető: Kerry Fraser Vonalbírók: Gord Broseker Alexander Poliakov |
| | 0–1         | 03:33 – Kurri (Tikkanen, Nieminen) (PP) |              | Játékvezető: Kerry Fraser Vonalbírók: Gord Broseker Alexander Poliakov |
| Brind'Amour (Foote) – 16:50 | 1–1         |                                         |              | Játékvezető: Kerry Fraser Vonalbírók: Gord Broseker Alexander Poliakov |
| | 1–2         | 17:23 – Lehtinen (Koivu)                |              | Játékvezető: Kerry Fraser Vonalbírók: Gord Broseker Alexander Poliakov |
| Shanahan (Gretzky, Recchi) (PP) – 22:47 | 2–2         |                                         |              |                                                                        |
| | 2–3         | 40:17 – Peltonen (Koivu) (PP)           |              |                                                                        |

### Döntő
| 1998. február 22. 13:45 | Oroszország (RUS) | 0–1 (0–0, 0–0, 0–1) | Csehország (CZE) | The Big Hat, Nagano Nézőszám: 10 010 |

|                                                        | Mikhail Shtalenkov | Kapusok                                | Dominik Hašek | Játékvezető: Bill McCreary Vonalbírók: Ulf Rönnmark Ray Scapinello |
| \| \| 0–1 \| 48:08 − Svoboda (Patera, M. Procházka) \| |                    |                                        |               | Játékvezető: Bill McCreary Vonalbírók: Ulf Rönnmark Ray Scapinello |
| 4 perc                                                 | Büntetések         | 8 perc                                 |               | Játékvezető: Bill McCreary Vonalbírók: Ulf Rönnmark Ray Scapinello |
| 20                                                     | Lövések            | 21                                     |               | Játékvezető: Bill McCreary Vonalbírók: Ulf Rönnmark Ray Scapinello |
|                                                        | 0–1                | 48:08 − Svoboda (Patera, M. Procházka) |               | Játékvezető: Bill McCreary Vonalbírók: Ulf Rönnmark Ray Scapinello |

| Az 1998. évi téli olimpiai játékok férfi jégkorongtornájának olimpiai bajnoka |
| · CSEHORSZÁG · 1. cím                                                         |
| ----------------------------------------------------------------------------- |

## Végeredmény
| Helyezés | Csapat                 | M | Gy | D | V | G+ | G– | Gk  | P  |
| -------- | ---------------------- | - | -- | - | - | -- | -- | --- | -- |
| Arany    | Csehország (CZE)       | 6 | 5  | 0 | 1 | 19 | 6  | +13 | 10 |
| Ezüst    | Oroszország (RUS)      | 6 | 5  | 0 | 1 | 26 | 12 | +14 | 10 |
| Bronz    | Finnország (FIN)       | 6 | 3  | 0 | 3 | 20 | 19 | +1  | 6  |
| 4.       | Kanada (CAN)           | 6 | 4  | 0 | 2 | 19 | 9  | +10 | 8  |
|          |                        |   |    |   |   |    |    |     |    |
| 5.       | Svédország (SWE)       | 4 | 2  | 0 | 2 | 12 | 9  | +3  | 4  |
| 6.       | Egyesült Államok (USA) | 4 | 1  | 0 | 3 | 9  | 14 | –5  | 2  |
| 7.       | Fehéroroszország (BLR) | 7 | 2  | 1 | 4 | 19 | 23 | –4  | 5  |
| 8.       | Kazahsztán (KAZ)       | 7 | 2  | 1 | 4 | 21 | 40 | –19 | 5  |
|          |                        |   |    |   |   |    |    |     |    |
| 9.       | Németország (GER)      | 3 | 2  | 0 | 1 | 7  | 9  | –2  | 4  |
| 10.      | Szlovákia (SVK)        | 3 | 1  | 1 | 1 | 9  | 9  | 0   | 3  |
| 11.      | Franciaország (FRA)    | 3 | 1  | 0 | 2 | 5  | 8  | –3  | 2  |
| 12.      | Olaszország (ITA)      | 3 | 1  | 0 | 2 | 11 | 11 | 0   | 2  |
| 13.      | Japán (JPN)            | 3 | 0  | 1 | 2 | 5  | 10 | –5  | 1  |
| 14.      | Ausztria (AUT)         | 3 | 0  | 2 | 1 | 9  | 12 | –3  | 2  |